# Rutil(…)
Rutil[…] war ein antiker römischer Toreut (Metallbildner), der im 1. Jahrhundert in Italien tätig war.
Rutil[…] ist heute nur noch aufgrund eines nicht vollständig erhaltenen Signaturstempels auf einer Bronzekasserolle bekannt. Diese wurde wahrscheinlich in Rom gefunden. Die erhaltenen Bestandteile der Signatur lauten lateinisch RVTIL, ergänzt zu Rutil[3].

## Einzelbelege
1. ↑  Richard Petrovszky: Studien zu römischen Bronzegefäßen mit Meisterstempeln. Leidorf, Buch am Erlbach 1993, S. 294, Nr. R.07.01; CIL 15, 7081.

| Personendaten    | Personendaten            |
| ---------------- | ------------------------ |
| NAME             | Rutil[…]                 |
| ALTERNATIVNAMEN  | Rutil                    |
| KURZBESCHREIBUNG | antiker römischer Toreut |
| GEBURTSDATUM     | 1. Jahrhundert v. Chr.   |
| STERBEDATUM      | 1. Jahrhundert           |